# Língua achém
O achém ou achinês (Basa Acèh / بهسا اچيه) é uma língua austronésia falada no território de Achém, na ilha de Sumatra, Indonésia.

## Escrita
A língua achém já usou a escrita árabe numa forma então chamada Jawoë ou Jawi que também já foi usada pela língua malaia.
Hoje, o achém usa para sua escrita o alfabeto latino, como também o usa a língua indonésia. Porém, essa escrita é usada numa forma própria aqui informada de forma resumida, como se segue:
- 16 consoantes – as do alfabeto latino sem F, Q, U, V, Z; mais NG, SH e o apóstrofo ‘
- 11 representações de vogais – A, E, Ê, Ë, EU, I, O, Ô, Ö, U, Û – algumas também podem ser nasais.
- representações de ditongos. Todos terminam em "E - IË, EUË, UË, ÉË, IË e podem ser também nasais.

O som 'ɨ' é representado por 'eu' e o som ʌ é representado por 'ö'. A letra 'ë' representa o som schwa que forma a segunda metade de cada ditongo.

## Fonologia

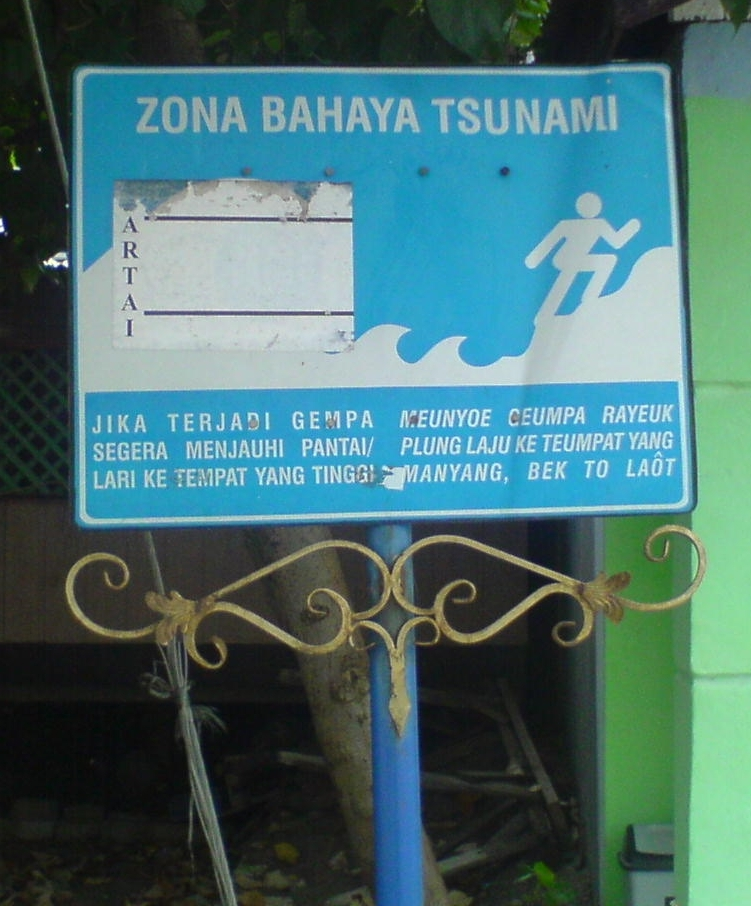
Sinal bilíngue alertando sobre tsunami, em indonésio e achém

São os seguintes os fonemas do achém.
|             | Anterior | Anterior | Central | Central | Posterior | Posterior |
| oral        | Nasal    | oral     | Nasal   | oral    | Nasal     |           |
| ----------- | -------- | -------- | ------- | ------- | --------- | --------- |
| Fechada     | i        | ĩ        | ɨ       | ɨ̃       | u         | ũ         |
| Média       | e        | ɛ̃        | ə       | ʌ̃       | o         | ɔ̃         |
| Meio-aberta | ɛ        | ɛ̃        | ʌ       | ʌ̃       | ɔ         | ɔ̃         |
| Aberta      |          |          | a       | ã       |           |           |

As vogais em sua maioria se apresentam em pares oral + nasal, havendo apenas três vogais médias nasalizadas, enquanto que há o dobro de vogais médias orais. /ʌ/ não é estritamente central, embora seja mostrada aqui por razões esatáticas. De forma similar, /ɨ/ tenha sido represetada como uma vogal mais posterior [ɯ].
Além das vogais monotongos mostradas acima, o achém apresenta cinco ditongos orais, mais os correspondentes nasais.

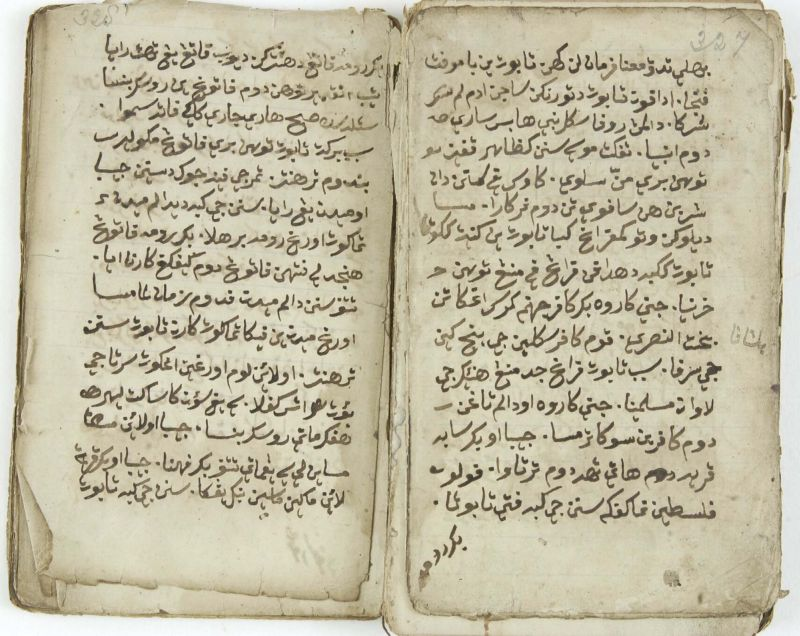
Hikayat Prang Sabi.

- /iə ɨə uə ɛə ɔə/
- /ĩə ɨ̃ə ũə ɛ̃ə ɔ̃ə/

|             | Labial | Alveolar | Palatal | Velar | Glotal |
| ----------- | ------ | -------- | ------- | ----- | ------ |
| Nasal       | m      | n        | ɲ       | ŋ     |        |
| Plosiva     | p b    | t d      | c ɟ     | k g   | ʔ      |
| Fricativa   |        | s        | ʃ       |       | h      |
| Aproximante | w      | l        | j       |       |        |
| Vibrante    |        | r        |         |       |        |

/s/ é uma alveodental laminal. /ʃ/ é pós-alveolar, mas está  na coluna palatal por razões estéticas;

## Amostras de textos
- Imagens

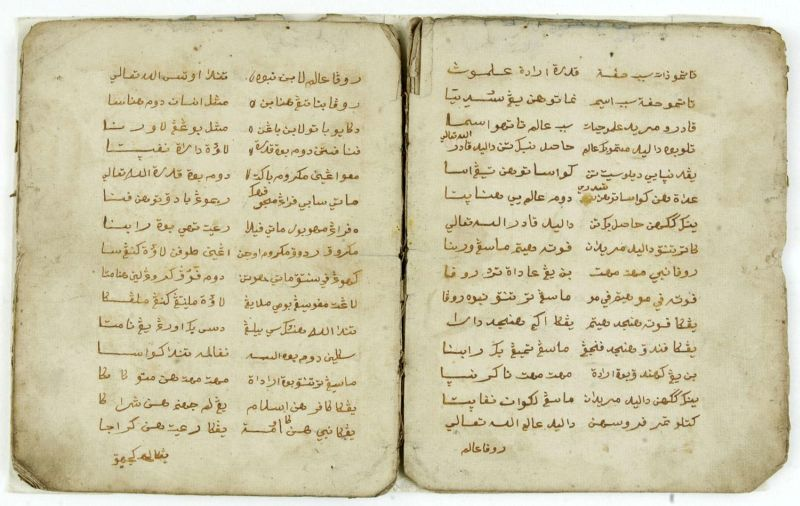
Hikayat Akhbarul Karim
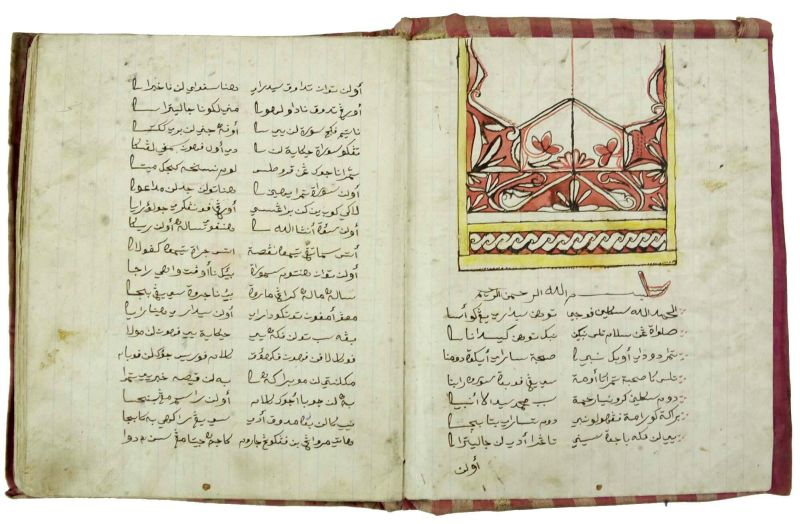
Hikayat Banta Beuransah

- Bíblia – Torre de Babel (Gênesis 11:1)

Bandum manusia lahee bebah merdeka deungon hak ngon martabat nyang sama. Ngon akai taseumikee, ngon atee tameurasa bandum geutanyoe lagee syedara.